# Sobralia fimbriata
Sobralia fimbriata är en orkidéart som beskrevs av Eduard Friedrich Poeppig och Stephan Ladislaus Endlicher. Sobralia fimbriata ingår i släktet Sobralia och familjen orkidéer. Inga underarter finns listade i Catalogue of Life.